# エイオン包囲戦
エイオン包囲戦（エイオンほういせん、英: siege of Eion）は、デロス同盟とアケメネス朝ペルシアとの間で戦われた包囲戦である。
エイオンはペルシア戦争の余波で紀元前476年にペルシアに占領されていたが、翌年の紀元前475年にアテナイの将軍キモン率いるデロス同盟軍によって包囲された。この時、エイオンを守る太守のボゲスは講和して生きながらえることもできたのに最後まで踏みとどまって戦った。そして、城内の食料が尽きると彼は薪の山を築いて妻子や使用人を殺して火に投じ、敵に渡さないために財宝をストリュモン川に投げ捨てた後、自らも火の中に飛び込んだ。この行為によって、ボゲスはペルシア王クセルクセス1世によって賞賛され、王は本国の彼の子供たちを厚く遇したという。その後、エイオンは落城し、住民は奴隷にされた。パウサニアスによれば、エイオンは水攻めによって落とされた。

## 註
1. ↑  ヘロドトス, VII. 107
2. ↑  トゥキュディデス, I. 98
3. ↑  パウサニアス, VIII. 8. 9